# Mondiale
Mondiale – singel Emmy Marrone, wydany 2 listopada 2018, pochodzący z albumu Essere qui. 
Utwór napisali i skomponowali Colapesce, Matteo Mobrici oraz Federico Nardelli. Singel był notowany na 7. miejscu na włoskiej liście sprzedaży.

## Lista utworów
- Digital download[4]

1. „Mondiale” – 3:34

## Notowania

### Pozycja na liście sprzedaży
| Kraj   | Notowanie (2018) | Najwyższa pozycja |
| ------ | ---------------- | ----------------- |
| Włochy | FIMI             | 7                 |